# Émile Loubet
Émile Loubet (Marsanne, Drôme, 30 de diciembre de 1838 - Montélimar, Drôme, 20 de diciembre de 1929) fue un político y estadista francés, séptimo presidente de la República francesa (18 de febrero de 1899 - 18 de febrero de 1906) durante la Tercera República.

## Biografía

### Primeros años
Hijo de un pequeño propietario y alcalde de Marsanne (Drome). Admitido en París en 1862, estudió Leyes, y siendo aún estudiante fue testigo del aplastante triunfo del partido republicano en París durante las elecciones de 1863, durante el Segundo Imperio. Se estableció para ejercitar su profesión en Montélimar, en donde contrajo matrimonio con Marie-Louise Picard en 1869. También heredó una pequeña propiedad en Grignan.

### Carrera política
Con el fin del imperio en 1870, el primer cargo que desempeñó fue en la alcaldía de Montélimar en 1870, convirtiéndose en un seguidor de Léon Gambetta. Tiempo después pasó a la Cámara y posteriormente al Senado, siendo uno de los 363 que se hicieron famosos por aprobar el voto de censura contra el ministerio de Albert de Broglie, el 17 de mayo de 1877.
En 1880 fue nombrado presidente del consejo departamental en Drome. Su apoyo al segundo mandato de Jules Ferry y su entusiasmo en la expansión colonial de Francia le dieron peso entre los republicanos moderados.
Entró en el Senado en 1885. En 1887 se hizo cargo del Ministerio de Obras Públicas. En 1892 el presidente Sadi Carnot, que era amigo personal suyo, le consultó para formar gobierno. Loubet compaginó el Ministerio del Interior con el cargo de presidente del Consejo de ministros de Francia, teniendo que enfrentarse con los crímenes anarquistas y con la huelga general de Carmaux, en donde actuó como mediador, dictando una decisión considerada favorable a los huelguistas. Fue derribado en noviembre por el asunto del escándalo panamá, pero retuvo el cargo de Ministro del Interior en el gabinete de Alexandre Ribot.

### Presidente de la República Francesa

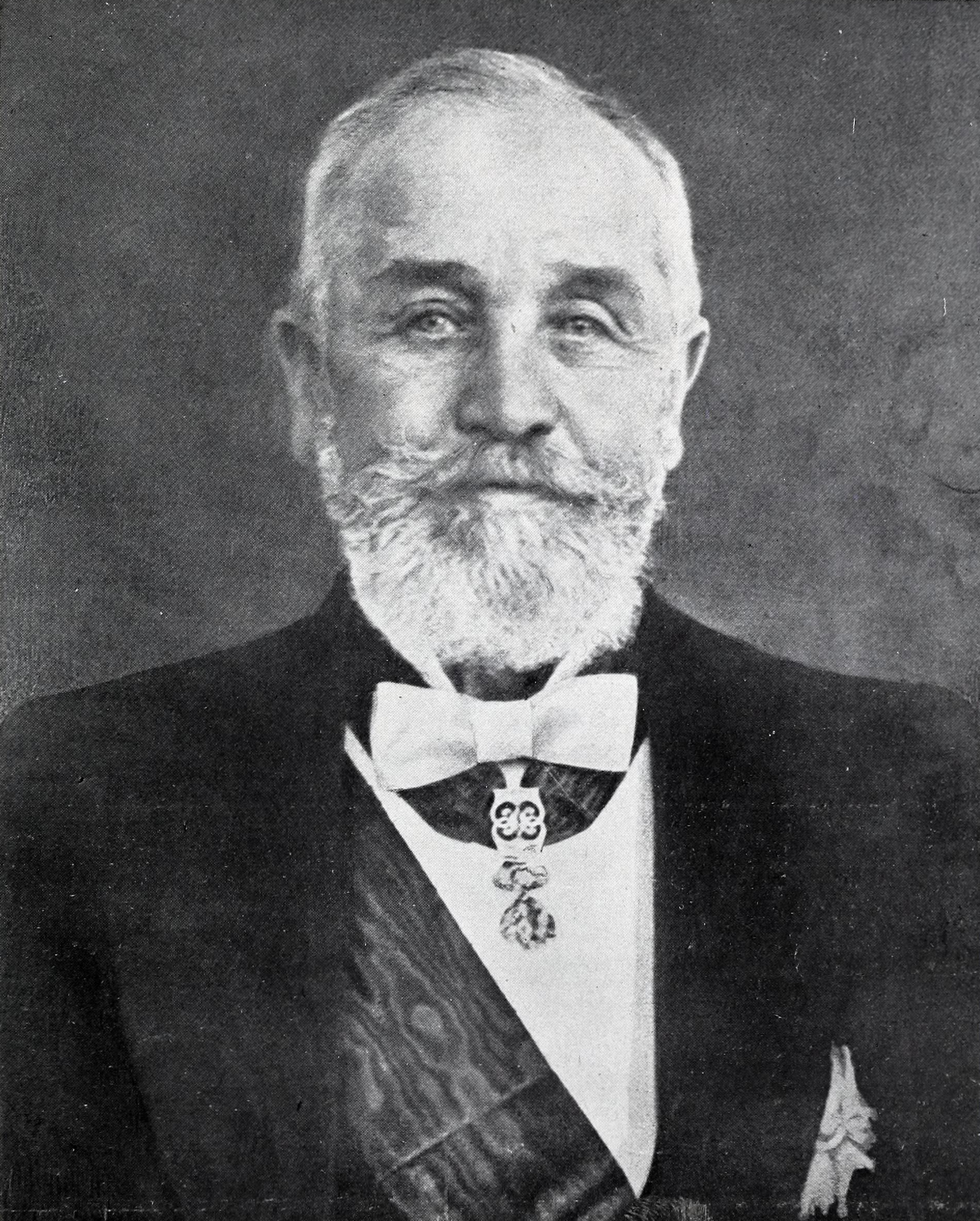
Fotografiado por Franzen en 1905 (Blanco y Negro)

Su reputación como orador brioso y de exposición lúcida, así como de hombre honesto lograron para él la presidencia del senado en 1896, siendo elegido presidente de la república en febrero de 1899 en sustitución en Félix Faure por 483 votos contra 279 de su adversario más serio, Jules Méline.
Durante su mandato se produjo el llamado caso Dreyfus, que produjo la intervención de intelectuales como Émile Zola, en defensa del soldado de origen judío. Ello provocó tensiones en el ejército y entre los políticos, llegándose al extremo de que el presidente fue golpeado en la cabeza por no partidario de Dreyfus. Convocó a Waldeck-Rousseau para formar gobierno y resolver el asunto. Finalmente, le perdonó la condena de diez años de prisión a la que fue condenado.
La presidencia de Loubet tuvo como acontecimientos más relevantes la crisis provocada por la ley de separación de la iglesia y el estado de 1905, con la previa expulsión del embajador francés del Vaticano; la Exposición de París de 1900; la formación de la entente entre Reino Unido y Francia, a la que se sumaría Rusia. También realizó diversas visitas de estado a los reyes de Reino Unido, Portugal, Rusia y España (en 1905) (la de España, realizada en octubre, fue correspondencia a la del rey Alfonso XIII a Francia, en mayo-junio, donde este sufrió un atentado en París, cuando estaba en compañía de Loubet, aunque sin consecuencias).
Cuando llegó el fin de su mandato, en enero de 1906, se convirtió en el primer presidente que había servido un mandato íntegro y sin aspirar a un segundo término, retirándose de la vida pública y muriendo veinticuatro años más tarde.
Como anécdota, fue nombrado Caballero del León Noruego por el rey Óscar II.